# Gatunek dominujący
Gatunek dominujący – gatunek, który na danym obszarze wywiera najistotniejszy wpływ na biocenozę, najczęściej z powodu największej liczności występowania lub największej masy.